# 西尾太作
西尾 太作（にしお だいさく、1982年6月10日 - ）は、日本の元男子バレーボール選手。

## 来歴
先生に勧誘されて鹿屋中学1年よりバレーボールを始める。中学時代、オリンピック有望選手に選ばれる。
鹿屋農業高校では九州大会優勝など実績を上げ、盛重龍（豊田合成トレフェルサ）と鹿児島の2大エースとして活躍した。
国際武道大学卒業後の2005年に堺ブレイザーズへ入団。2008年の黒鷲旗大会でベスト6に選出された。
2010年、全日本代表登録メンバーに初選出された。
2012年7月末を以て堺を退団し、FC東京に移籍した。
2015年、FC東京を退団した。
2016年からは和歌山県立和歌山北高等学校教員として勤務している。

## 受賞歴
- 2008年 - 第57回黒鷲旗全日本男女選抜大会 ベスト6

## 所属チーム
- 鹿屋農業高校
- 国際武道大学
- 堺ブレイザーズ（2005-2012年）
- FC東京（2012-2015年）